# 이부리 종합진흥국

이부리 종합진흥국(일본어: 胆振総合振興局 이부리소고신코쿄쿠[*])은 2010년 4월 1일에 홋카이도의 이부리 지청 대신 설치된 종합 진흥국이다. 진흥국 소재지는 무로란시이다.

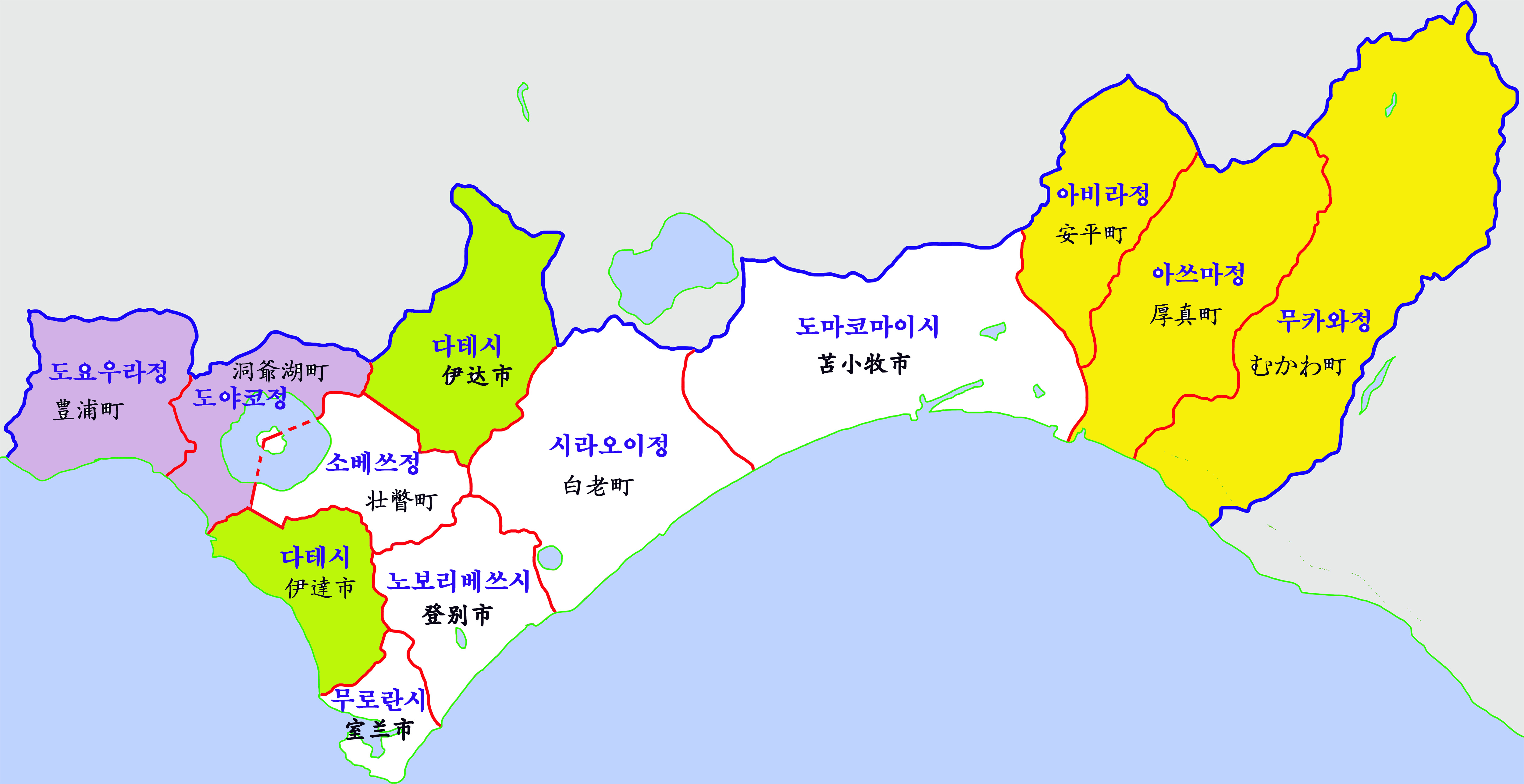

## 행정구역
- 무로란시(室蘭市)
- 도마코마이시(苫小牧市)
- 노보리베쓰시(登別市)
- 다테시(伊達市)
- 아부타군
  - 도요우라정(豊浦町) - 도야코정(洞爺湖町)
- 우스군
  - 소베쓰정(壮瞥町)
- 시라오이군
  - 시라오이정(白老町)
- 유후쓰군
  - 아비라정(安平町) - 아쓰마정(厚真町) - 무카와정(むかわ町)